# پدی کانسیداین
پاتریک جرج کانسیداین (انگلیسی: Patrick George Considine؛ زادهٔ ۵ سپتامبر ۱۹۷۳) بازیگر، کارگردان و فیلم‌نامه‌نویس انگلیسی است. او غالباً با فیلم‌ساز شین مدوز همکاری داشته‌است و در اوایل دههٔ ۲۰۰۰ با بازی در فیلم‌های مستقل به شهرت رسید. او جوایز مختلفی از قبیل دو جایزهٔ فیلم بفتا و یک شیر نقره‌ای کسب کرده‌است.
اولین حضور برجستهٔ کانسیداین در سینما مربوط به بازی در اتاقی برای رومئو براس (۱۹۹۹) بود و نقش اصلی‌اش را در آخرین چاره (۲۰۰۰) ایفا کرد. او در اوایل دههٔ ۲۰۰۰ برای نقش‌های برجسته‌ای که در در آمریکا (۲۰۰۳) و تابستان عشقی من (۲۰۰۴) داشت به شهرت رسید. او در سال ۲۰۰۴ فیلم‌نامهٔ کفش‌های مرد مرده را نوشت و در آن ایفای نقش کرد که در مراسم امپایر برایش برندهٔ جایزهٔ بهترین بازیگر مرد بریتانیا شد. او در سال ۲۰۱۱ درام تیراناسور را نویسندگی و کارگردانی کرد که با تحسین منتقدان همراه بود.
کانسیداین در تلویزیون نقش‌های اصلی چندین محصول را ایفا کرده که شامل پلوتونیم-۲۳۹ (۲۰۰۶) می‌شود. او نقش‌های مکملی در مجموعهٔ جنایی پیکی بلایندرز (۲۰۱۶) و مینی‌سریال‌های تریلر بیگانه (۲۰۲۰) و وحشت روز سوم (۲۰۲۰) داشت. او در سال ۲۰۲۲ نقش اصلی مجموعهٔ درام فانتزی خاندان اژدها را ایفا کرد که با استقبال بالایی مواجه شد.

## گزیدهٔ فیلم‌شناسی

### فیلم
- آخرین چاره (۲۰۰۰)
- در آمریکا (۲۰۰۳)
- تابستان عشقی من (۲۰۰۴)
- مرد سیندرلایی (۲۰۰۵)
- جنگل دورافتاده (۲۰۰۶)
- این انگلستان است (۲۰۰۶)
- اولتیماتوم بورن (۲۰۰۷)
- زیردریایی (۲۰۱۰)
- بلیتز (۲۰۱۱)
- تیراناسور (۲۰۱۱)
- الان خوبه (۲۰۱۲)
- ته دنیا (۲۰۱۳)
- غرور (۲۰۱۴)
- کودک ۴۴ (۲۰۱۵)
- از حالا دلتنگت هستم (۲۰۱۵)
- مکبث (۲۰۱۵)
- دختری با تمام موهبت‌ها (۲۰۱۶)
- مرگ استالین (۲۰۱۷)
- چگونه یک دختر درست کنیم (۲۰۱۹)
- پوشش عمیق (۲۰۲۵)
- سران دولت (۲۰۲۵)

### تلویزیون
- پلوتونیم-۲۳۹ (۲۰۰۶)
- پیکی بلایندرز (۲۰۱۶)
- بیگانه (۲۰۲۰)
- روز سوم (۲۰۲۰)
- خاندان اژدها (۲۰۲۲)